# Митьковская, Татьяна Григорьевна
Татьяна Григорьевна Митьковская (14 февраля 1928 — 30 июля 2010) — советский и российский педагог, Герой Социалистического Труда (1968).

## Биография
Родилась 14 февраля 1928 года в селе Камышенка (ныне Краснощёковского района Алтайского края) в крестьянской семье Григория Фёдоровича и Надежды Карповны Багринцевых. Рано лишилась родителей, её воспитанием занималась старшая сестра Анна. В 1937 году они переехали в посёлок Тальменка. Татьяна окончила Тальменскую школу-десятилетку № 1 в 1946 году и поступила на филологический факультет Барнаульского педагогического института. Спустя несколько месяцев в связи с тяжёлым материальным положением прервала учёбу и вернулась домой. Через год поступила на физико-математический факультет Барнаульского педагогического института. После окончания института в 1951 году вернулась в родную школу учителем математики и физики. В 1952 году вышла замуж за Ивана Тихоновича Митьковского, у них родилось двое сыновей: Сергей и Александр.
В 1964 году была назначена заместителем директора школы по производственному обучению. Занималась внедрением передового опыта учителей лучших школ страны, добивалась высоких результатов в осуществлении учебно-воспитательного процесса. Многие её выпускники стали дипломированными математиками. За большие заслуги в деле обучения и коммунистического воспитания учащихся 1 июля 1968 года Татьяне Митьковской было присвоено звание Героя Социалистического Труда. Избиралась делегатом XXV съезда КПСС (1976), Всесоюзного съезда учителей (1968 и 1978), Всероссийского съезда учителей (1978). В 1988 году перешла в Тальменскую школу № 3, где вела математику и классное руководство. В 1996 году ушла на пенсию. Скончалась 30 июля 2010 года.

## Награды
- Герой Социалистического Труда (1968)[1]
- Орден Ленина (1968)[1]
- Заслуженный учитель школы РСФСР (1966)[1]
- Отличник народного просвещения РСФСР[1]
- Медаль «В ознаменование 100-летия со дня рождения Владимира Ильича Ленина» (1970)[1]
- Медаль «За доблестный труд в Великой Отечественной войне 1941—1945 гг.» (1995)[1]
- Грамоты Министерства образования РСФСР[1]

## Сочинения
- Митьковская Т. Г. Человек за партой. — Барнаул: Алт.кн. издательство, 1986. — 72с.